# Isotropis
Isotropis es un género de plantas con flores perteneciente a la familia Fabaceae. Es originario de Australia.

## Especies
Especies incluidas:
- Isotropis atropurpurea F.Muell.
- Isotropis canescens F.Muell.
- Isotropis centralis Maconochie
- Isotropis cuneifolia (Sm.) Heynh.
- Isotropis drummondii Meisn.
- Isotropis filicaulis Benth.
- Isotropis foliosa Crisp
- Isotropis forrestii F.Muell.
- Isotropis juncea Turcz.
- Isotropis parviflora Benth.
- Isotropis wheeleri Benth.
- Isotropis winneckei F.Muell.